# Simone Consonni
Simone Consonni (født 12. september 1994) er en professionel cykelrytter fra Italien, der er på kontrakt hos Lidl-Trek.
Ved Slovenien Rundt 2018 tog han sin første sejr som professionel, da han vandt løbets første etape. Han vandt løbets samlede pointkonkurrence.
Efter tre sæsoner hos UAE Team Emirates skiftede han i 2020 til det franske hold Cofidis.